# Pterolophia viridegrisea
Pterolophia viridegrisea là một loài bọ cánh cứng trong họ Cerambycidae.